# Вільям Сірс (лікар)
Вільям Пентон Сірс (9 грудня 1939) — американський педіатр, автор та співавтор книжок про батьківство. Він був гостем різноманітних телевізійних ток-шоу, де його називали доктор Білл . Пан Сірс є засновником філософії природного батьківства. 

## Життя та кар’єра
Сірс народився в Алтоні, штат Іллінойс, його батьками були Люсіль та Віллард Сірса, інженер. 
Сірс пройшов ординатуру в дитячій лікарні Бостона та лікарні для хворих дітей у Торонто. У 2004 році він був клінічним ад'юнкт-професором педіатрії Каліфорнійського університету в Ірвіні. 
Наразі він виступає консультантом з питань медицини та батьківства у журналах BabyTalk та Parenting, а також педіатром вебсайту Parenting.com. Згідно його біографії, Сірс був гостем у понад 100 телевізійних шоу, серед яких: 20/20, Donahue, Good Morning America, шоу Опри Вінфрі, CBS This Morning, CNN, Today Show та Dateline.      
Сірс та його дружина Марта, зареєстрована медсестра, мають вісім дітей. Троє дітей також стали лікарями: Джим (найстарший), Боб (другий найстарший) та Пітер.      
Сірс та члени його сім'ї - розповсюджувачі та представники дієтичних добавок Juice Plus, які Сірс рекламує на своєму вебсайті. National Safety Associates (NSA), компанія, яка займається продажем Juice Plus, використовувала відгуки Білла Сірса у рекламі цих добавок. У квітні 2005 року відділ національної реклами Better Business Bureau у відповідь на скаргу споживачів дійшов висновку, що реклама вводить споживачів в оману щодо того, що жувальні ведмедики мають низький вміст цукру та є харчовою альтернативою фруктам та овочам. У відповідь NSA пообіцяла змінити свою рекламу та припинити стверджувати, що їхній продукт - "найкращий після фруктів та овочів".
Пан Сірс має вебсайт із сертифікації "коучів зі здоров'я" Інституту оздоровлення доктора Сірса. 
Станом на 2009 рік, Сірс проживає в Сан-Клементе, штат Каліфорнія, та має приватну медичну практику (Sears Family Pediatrics) у Капістрано-Біч, штат Каліфорнія, разом із синами.

## Вибрані роботи
- Nighttime Parenting (1985)
- The Baby Book (1993)
- The Discipline Book (1995)
- SIDS: A Parent's Guide to Understanding and Preventing Sudden Infant Death Syndrome (1996)
- The Complete Book of Christian Parenting and Child Care: A Medical and Moral Guide to Raising Happy Healthy Children (1997)
- The Attachment Parenting Book (2001)
- The Successful Child: What Parents Can Do to Help Kids Turn Out Well (2002)
- The Premature Baby Book: Everything You Need to Know About Your Premature Baby from Birth to Age One (2004)
- The Healthiest Kid In The Neighborhood (2006)
- The Pregnancy Book
- The Birth Book
- Parenting the Fussy Baby
- The A.D.D. Book
- The Breastfeeding Book
- The Family Nutrition Book